# Формула Торричелли (кинематика)
Формула Торричелли в кинематике устанавливает связь между конечной скоростью тела {\displaystyle v_{f}}, движущегося прямолинейно с постоянным ускорением, и его начальной скоростью {\displaystyle v_{i}}, величиной ускорения {\displaystyle a} и пройденным путём {\displaystyle \Delta s}:
{\displaystyle v_{f}^{2}=v_{i}^{2}+2a\Delta s}
Формула удобна тем, что не требует явного вычисления времени движения.
Получена Эванджелиста Торричелли.

## Вывод
Имеем формулу для зависимости скорости от времени:
{\displaystyle v_{f}=v_{i}+at}
Возводя в квадрат обе части уравнения, получим:
{\displaystyle v_{f}^{2}=(v_{i}+at)^{2}=v_{i}^{2}+2av_{i}t+a^{2}t^{2}}
Величина {\displaystyle t^{2}} фигурирует в формуле, связывающей пройденный телом путь, время, ускорение и начальную скорость. Эта величина может быть выражена через остальные:
{\displaystyle s=s_{i}+v_{i}t+a{\frac {t^{2}}{2}}}
{\displaystyle s-s_{i}-v_{i}t=a{\frac {t^{2}}{2}}}
{\displaystyle t^{2}=2{\frac {s-s_{i}-v_{i}t}{a}}=2{\frac {\Delta s-v_{i}t}{a}}}
Подставляя это выражение в нашу начальную формулу, получим:
{\displaystyle v_{f}^{2}=v_{i}^{2}+2av_{i}t+a^{2}\left(2{\frac {\Delta s-v_{i}t}{a}}\right)}
{\displaystyle v_{f}^{2}=v_{i}^{2}+2av_{i}t+2a(\Delta s-v_{i}t)}
{\displaystyle v_{f}^{2}=v_{i}^{2}+2av_{i}t+2a\Delta s-2av_{i}t}
{\displaystyle v_{f}^{2}=v_{i}^{2}+2a\Delta s}